# Prostitution en Jordanie
La prostitution en Jordanie est techniquement illégale,, mais en pratique, tolérée, les autorités fermant les yeux sur l'acte. La prostitution a lieu principalement dans les grandes villes et autour des camps de réfugiés. Elle se tient dans les maisons closes, les restaurants, les boîtes de nuit et dans les rues. Les prostituées sont principalement originaires de Russie, d'Ukraine, des Philippines, du Maroc, de Tunisie, de Syrie, d'Irak et de Palestine ainsi que de Jordanie.
Les quartiers chauds sont rares dans le pays, bien que la plupart des villes aient des "zones de drague". Dans le quartier de Jubaiha (en) (al-jubaiha:الجبيهة), dans la capitale, Amman, l'une des rues principales est communément appelée "rue Tallaini" signifiant "la rue du ramassage". Les résidents essayent de faire stopper la prostitution dans la zone.
En 2007, dans le but de limiter le nombre de prostituées en Jordanie, le ministère jordanien de l'Intérieur (en) annonce un régime de visa spécial pour les femmes âgées de 17 à 40 ans voyageant seules depuis l'Ukraine, l'Estonie, la Russie, la Bulgarie, la Moldavie, la Tunisie, l'Algérie, le Maroc, la Biélorussie, l'Ouzbékistan et l'Arménie. Les protestations de l'industrie du tourisme entraînent le retrait du programme.
La Jordanie est connue pour le tourisme sexuel au Moyen-Orient,. Des cas de tourisme sexuel féminin avec des hommes bédouins sont signalés sur des sites touristiques du désert jordanien.
Certains réfugiés syriens en Jordanie travailleraient dans la prostitution,,,,,, y compris dans le camp de réfugiés de Zaatari.

## Trafic sexuel
La Jordanie est un pays d'origine et de destination pour les adultes et les enfants soumis au trafic sexuel. Les victimes de la traite en Jordanie sont principalement originaires d'Asie du Sud et du Sud-Est, d'Afrique de l'Est, d'Égypte et de Syrie. Les réfugiés syriens en Jordanie restent très vulnérables à la traite. Il est signalé des cas de femmes et de filles réfugiées syriennes vendues dans le cadre de mariages "temporaires" ou forcés à des Jordaniens et à des hommes du golfe Persique à des fins de commerce sexuel. Par exemple, en 2016, le gouvernement signale un cas impliquant trois filles syriennes et une femme syrienne qui sont forcées par leur père à se marier temporairement, à des fins d'exploitation sexuelle, avec un ressortissant d'Arabie saoudite. Les femmes syriennes, libanaises, nord-africaines et d'Europe de l'Est peuvent être contraintes de se prostituer après avoir émigré en Jordanie pour travailler dans des restaurants et des boîtes de nuit; certaines femmes jordaniennes travaillant dans des boîtes de nuit peuvent également être contraintes à la prostitution. Comme le rapporte une ONG en 2016, certaines femmes égyptiennes sont contraintes à la prostitution par leurs maris jordaniens. Certaines travailleuses domestiques sans statut d'Indonésie, des Philippines, du Bangladesh et du Sri Lanka seraient également contraintes de se prostituer après avoir fui leurs employeurs.
La loi de 2009 contre la traite des êtres humains criminalise toutes les formes de trafic sexuel et de main-d'œuvre. Les sanctions pour trafic sexuel et travail forcé d'adultes sont d'au moins six mois d'emprisonnement et/ou d'une amende allant de 1 000 à 5 000 dinars jordaniens.
Le Bureau de surveillance et de lutte contre la traite des personnes du département d'État des États-Unis classe la Jordanie parmi les pays de "niveau 2".